# Калаф

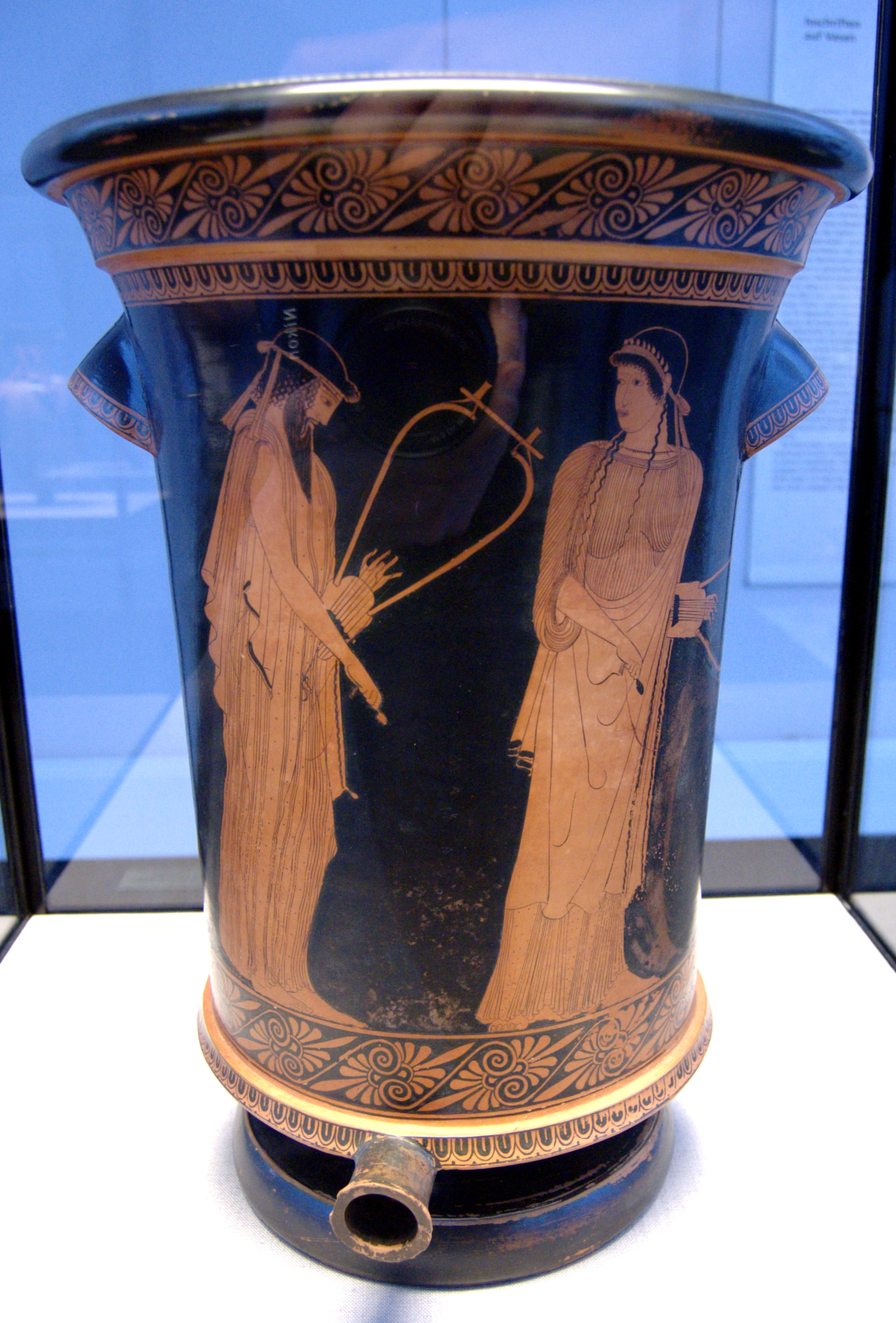
Аттический краснофигурный калаф. Алкей и Сапфо. Ок. 470 г. до н. э. Государственное античное собрание. Мюнхен

Калаф (др.-греч. κάλαθος, лат. calathus) — круглая плетёная корзина (τάλαρος), использовавшаяся древнегреческими женщинами на различных работах, для плодов, цветов, а также для хранения сыра, и особенно для хранения пряжи и шерсти и тому подобного, в форме цветка лилии. У римлян это был qualus, к которому восходит quasillaria — прядильщица. Изготавливалась из различных материалов: глина, дерево, благородные металлы. Калаф играл большую роль в празднествах, посвященных богиням Афине и Деметре, и являлся символом цветочной корзины Персефоны. Калафом называлась священная плодовая корзина Деметры, которую возили в торжественной процессии в четвёртый день Элевсинских мистерий на священной колеснице при кликах народа: Χαῖρε Δήμητερ. Благодаря празднествам получили своё название древнегреческий керамический сосуд схожей формы для вина и других жидкостей и основание коринфской капители в виде плетёной корзины из листьев аканфа, а также головной убор Гекаты, Артемиды Эфесской, Сераписа — символ плодородия.